# Susan Strange

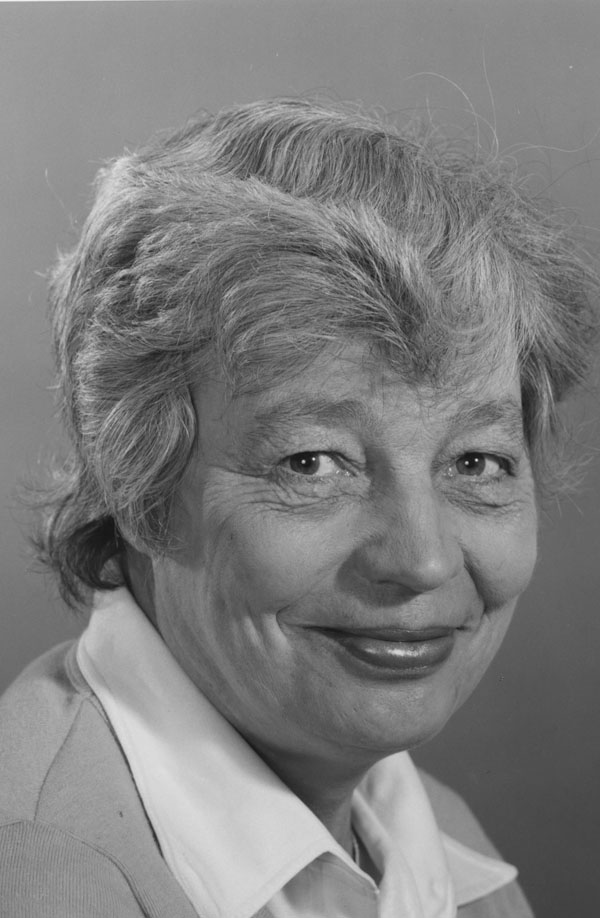
Susan Strange 1980

Susan Strange (* 9. Juni 1923 in Dorset; † 25. Oktober 1998 in Aylesbury, Buckinghamshire) war eine britische Sozialwissenschaftlerin mit Forschungsschwerpunkten auf dem Gebiet der Internationalen Politischen Ökonomie.

## Leben
Strange studierte Economics während des Zweiten Weltkriegs (1940–1944) an der London School of Economics and Political Science (LSE) und startete danach eine journalistische Karriere beim Economist und beim Observer. Von 1949 bis 1964 war sie Dozentin für Internationale Beziehungen am University College London, von 1965 bis 1976 Research Fellow am Royal Institute of International Affairs, damals geleitet von Andrew Shonfield. 1978 wurde sie zum Montague Burton Professor of International Relations an der LSE als erste Frau auf diesen Lehrstuhl berufen, den sie bis zur offiziellen Pensionierung 1988 innehatte. Danach lehrte und forschte sie von 1989 bis 1994 als Professorin für Internationale Politische Ökonomie am Europäischen Hochschulinstitut in Florenz. 1995/96 amtierte sie als Präsidentin der International Studies Association (ISA). Zuletzt wirkte sie als Professorial Fellow für Internationale Politische Ökonomie an der University of Warwick.
Ihre bekanntesten Bücher sind Casino Capitalism, Mad Money, States and Markets und The Retreat of the State: The Diffusion of Power in the World Economy.
In ihren zwei Ehen (1942 mit Denis Merritt, 1955 mit dem journalistischen Kollegen Clifford Selly) gebar sie sechs Kinder, von denen eines früh starb.
Die British International Studies Association hat zur Erinnerung an diese außergewöhnliche Wissenschaftlerin einen Susan Strange Book Prize ausgelobt.

## Schriften
- Casino Capitalism. Blackwell Publishers, Oxford 1986 (Reprint: Manchester University Press, Manchester 1997 ISBN 0-7190-5235-1. eingeschränkte Vorschau in der Google-Buchsuche)
- Mad Money: When Markets Outgrow Governments. Manchester University Press, Manchester 1998. ISBN 0-472-06693-5
- States and Markets (1988) ISBN 0-8264-7389-X
- Rival States, Rival Firms: Competition for World Market Shares with John M. Stopford and John S. Henley (1991) ISBN 0-521-42386-4
- The Retreat of the State: The Diffusion of Power in the World Economy (1996)

Festschrift
- Roger Morgan (Hrsg.): New diplomacy in the post-cold-war world. Essays for Susan Strange. Macmillan, Basingstoke 1993, ISBN 0-312-09683-6.